# Konstanty Jelski
Konstanty Roman Jelski (ur. 17 lutego 1837 w majątku Lady, zm. 26 listopada 1896 w Krakowie) – polski zoolog, podróżnik i badacz Ameryki Południowej.

## Życiorys
Urodził się w majątku Lady, w ziemi mińskiej, jako syn Michała i Klotyldy (ciotki Stanisława Moniuszki). Skończył gimnazjum w Mińsku, następnie studiował medycynę w Moskwie i przyrodę w uniwersytecie w Kijowie, gdzie w 1858 otrzymał za pracę konkursową złoty medal. Przez pewien czas był kustoszem gabinetu zoologicznego tego uniwersytetu. W 1863 r. nie przyjął proponowanych mu wykładów zoologii na uniwersytecie kijowskim i udał się za granicę na badania naukowe. W połowie 1865 r. wyjechał do Gujany Francuskiej. Tam pracując jako uczeń aptekarza, w bardzo ciężkich warunkach zbierał z wielką wytrwałością okazy tamtejszej flory i fauny. W 1868 r. za namową Konstantego hr. Branickiego i na jego koszt rozpoczął badania fauny Peru. W ciągu dziesięcioletniego pobytu w Peru zgromadził tak duże materiały, że na nich mogli oprzeć swe prace naukowe liczni uczeni polscy i obcy. Jelski zebrał w Gujanie i Peru dziesiątki nowych dla nauki gatunków zwierząt. Jego zbiory, przysyłane do kolekcji Branickich i do Gabinetu Zoologicznego Uniwersytetu Warszawskiego były przed II wojną światową ozdobą ekspozycji Państwowego Muzeum Zoologicznego w Warszawie.
Po powrocie do kraju w 1880 został kustoszem zbiorów przyrodniczych Akademii Umiejętności w Krakowie i profesorem na Kursach im. Baranieckiego. Wydał kilka rozpraw przyrodniczych i wspomnienia z podróży pod tytułem: Popularno-przyrodnicze opowiadania z pobytu w Gujanie francuskiej i po części w Peru, od 1865–1871 (Kraków, 1898). 
Na jego cześć w 1873 roku Jean Cabanis nadał łacińską nazwę opisanemu przez siebie gatunkowi modraszek Jelskiego (Iridornis Jelskii).

## Życie prywatne
W 1883 roku ożenił się z Heleną z Korsaków. Mieli czwórkę dzieci, z których dwoje zmarło wkrótce po urodzeniu. Syn Antoni (ur. 1886) i córka Konstancja (ur. 1884) jako współwłaściciele majątku Dziatkowice w powiecie Baranowicze, w województwie nowogródzkim, zostali zamordowani przez Sowietów w 1939 roku. Konstanty zmarł w Krakowie i został pochowany na Cmentarzu Rakowickim.